# Giovanni Zonaro
Giovanni Zonaro (...) è un astronomo amatoriale italiano.
Il Minor Planet Center gli accredita la scoperta dell'asteroide 12777 Manuel effettuata il 27 agosto 1994 in collaborazione con Plinio Antolini.